# Liste des matchs de l'équipe du Sri Lanka de football par adversaire
Cette liste présente les matchs de l'équipe du Sri Lanka de football par adversaire rencontré depuis son premier match. Lorsqu'une rivalité footballistique particulière existe entre le Sri Lanka et un autre pays, une page spécifique est parfois proposée.
- Haut – A
- B
- C
- D
- E
- F
- G
- H
- I
- J
- K
- L
- M
- N
- O
- P
- Q
- R
- S
- T
- U
- V
- W
- X
- Y
- Z

## B

### Bhoutan

#### Confrontations
Confrontations entre le Sri Lanka et le Bhoutan :
|   | Date             | Lieu         | Match               | Score | Compétition                                                   |
| - | ---------------- | ------------ | ------------------- | ----- | ------------------------------------------------------------- |
| 1 | 4 avril 2006     | Chittagong   | Sri Lanka - Bhoutan | 1-0   | AFC Challenge Cup 2006 (gr. B)                                |
| 2 | 6 juin 2008      | Colombo      | Sri Lanka - Bhoutan | 2-0   | Coupe d'Asie du Sud de football 2008 (gr. B)                  |
| 3 | 6 décembre 2009  | Dacca        | Sri Lanka - Bhoutan | 6-0   | Coupe d'Asie du Sud de football 2009 (gr. B)                  |
| 4 | 3 décembre 2011  | Delhi        | Sri Lanka - Bhoutan | 3-0   | Championnat d'Asie du Sud de football 2011 (gr. A)            |
| 5 | 6 septembre 2013 | Katmandou    | Sri Lanka - Bhoutan | 5-2   | Championnat d'Asie du Sud de football 2013 (gr. B)            |
| 6 | 12 mars 2015     | Nawalapitiya | Sri Lanka - Bhoutan | 0-1   | Éliminatoires de la Coupe d'Asie des nations de football 2019 |
| 7 | 17 mars 2015     | Thimphou     | Bhoutan - Sri Lanka | 2-1   | Éliminatoires de la Coupe d'Asie des nations de football 2019 |

#### Bilan
Au 31 mars 2019 :
- Total de matchs disputés : 7
- Victoires du Sri Lanka : 5
- Match nul : 0
- Victoires du Bhoutan : 2
- Total de buts marqués par le Sri Lanka : 18
- Total de buts marqués par le Bhoutan : 5

### Brunei

#### Confrontations
Confrontations entre Brunei et le Sri Lanka :
|   | Date         | Lieu       | Match              | Score | Compétition                            |
| - | ------------ | ---------- | ------------------ | ----- | -------------------------------------- |
| 1 | 2 avril 2006 | Chittagong | Sri Lanka - Brunei | 1-0   | AFC Challenge Cup 2006 (gr. B)         |
| 2 | 4 avril 2009 | Colombo    | Sri Lanka - Brunei | 5-1   | AFC Challenge Cup 2010 (qualification) |

#### Bilan
Au 2 avril 2019 :
- Total de matchs disputés : 2
- Victoires de Brunei : 0
- Match nul : 0
- Victoires du Sri Lanka : 2
- Total de buts marqués par Brunei : 1
- Total de buts marqués par le Sri Lanka : 6

## C

### Cambodge
Confrontations entre le Cambodge et le Sri Lanka :
| Date           | Lieu         | Match                | Score | Compétition                           |
| -------------- | ------------ | -------------------- | ----- | ------------------------------------- |
| 1er août 1972  | Kuala Lumpur | Cambodge - Sri Lanka | 6-1   | 1er tour de la Merdeka Cup (groupe A) |
| 28 mars 2001   | Colombo      | Sri Lanka - Cambodge | 1-0   | Match amical                          |
| 9 octobre 2016 | Phnom Penh   | Cambodge - Sri Lanka | 4-0   | Match amical                          |

Bilan
Total de matchs disputés : 3
- Victoires de l'équipe de Sri Lanka : 1
- Match nul : 0
- Victoires de l'équipe du Cambodge : 2

## E

### Émirats arabes unis

#### Confrontations
Confrontations entre le Sri Lanka et les Émirats arabes unis :
|   | Date             | Lieu      | Match                           | Score | Compétition                                                              |
| - | ---------------- | --------- | ------------------------------- | ----- | ------------------------------------------------------------------------ |
| 1 | 28 octobre 1984  | Djeddah   | Émirats arabes unis - Sri Lanka | 5-1   | Tour préliminaire à la Coupe d'Asie des nations 1984 (gr. 2)             |
| 2 | 8 avril 1993     | Tokyo     | Sri Lanka - Émirats arabes unis | 0-4   | Tours préliminaires à la Coupe du monde 1994 (zone Asie - gr. F)         |
| 3 | 28 avril 1993    | Dubaï     | Émirats arabes unis - Sri Lanka | 3-0   | Tours préliminaires à la Coupe du monde 1994 (zone Asie - gr. F)         |
| 4 | 29 novembre 1999 | Abou Dabi | Émirats arabes unis - Sri Lanka | 6-0   | Tour préliminaire à la Coupe d'Asie des nations 2000 (gr. 3)             |
| 5 | 2 avril 2001     |           | Émirats arabes unis - Sri Lanka | 6-0   | Match amical                                                             |
| 6 | 18 novembre 2003 | Dubaï     | Émirats arabes unis - Sri Lanka | 3-1   | Tour préliminaire à la Coupe d'Asie des nations 2004 (tour qualificatif) |
| 7 | 22 novembre 2003 | Dubaï     | Émirats arabes unis - Sri Lanka | 3-0   | Tour préliminaire à la Coupe d'Asie des nations 2004 (tour qualificatif) |

#### Bilan
Au 12 avril 2019 :
- Total de matchs disputés : 7
- Victoires du Sri Lanka : 0
- Matchs nuls : 0
- Victoires des Émirats arabes unis : 7
- Total de buts marqués par le Sri Lanka : 2
- Total de buts marqués par les Émirats arabes unis : 30

## J

### Japon
Confrontations entre le Sri Lanka et le Japon :
| Date            | Lieu         | Match             | Score | Compétition                                                                  |
| --------------- | ------------ | ----------------- | ----- | ---------------------------------------------------------------------------- |
| 16 juillet 1972 | Kuala Lumpur | Sri Lanka - Japon | 0-5   | Match amical                                                                 |
| 15 avril 1993   | Tokyo        | Japon - Sri Lanka | 5-0   | Qualifications pour la Coupe du monde de football 1994 - 1er tour (Groupe F) |
| 5 mai 1993      | Dubaï        | Sri Lanka - Japon | 0-6   | Qualifications pour la Coupe du monde de football 1994 - 1er tour (Groupe F) |

Bilan
Total de matchs disputés : 3
- Victoires de l'équipe du Japon : 3
- Match nul : 0
- Victoire de l'équipe du Sri Lanka : 0

## K

### Kirghizistan

#### Confrontations
Confrontations entre le Sri Lanka et le Kirghizistan :
|   | Date         | Lieu  | Match                    | Score | Compétition                 |
| - | ------------ | ----- | ------------------------ | ----- | --------------------------- |
| 1 | 28 août 2009 | Delhi | Kirghizistan - Sri Lanka | 4-1   | Coupe Nehru 2009 (1er tour) |

#### Bilan
Au 3 avril 2019 :
- Total de matchs disputés : 3
- Victoires du Sri Lanka : 1
- Matchs nuls : 2
- Victoires du Kirghizistan : 0
- Total de buts marqués par le Sri Lanka : 3
- Total de buts marqués par le Kirghizistan : 1

## M

### Macao

#### Confrontations
Confrontations entre Macao et le Sri Lanka :
|   | Date            | Lieu    | Match             | Score | Compétition                                                  |
| - | --------------- | ------- | ----------------- | ----- | ------------------------------------------------------------ |
| 1 | 9 novembre 2016 | Kuching | Sri Lanka - Macao | 1-1   | AFC Solidarity Cup 2016 (gr. B)                              |
| 2 | 6 juin 2019     | Zhuhai  | Macao - Sri Lanka | 1-0   | Éliminatoires de la Coupe d'Asie des nations 2023 (1er tour) |
| 3 | 11 juin 2019    | Colombo | Sri Lanka - Macao | 3-0   | Éliminatoires de la Coupe d'Asie des nations 2023 (1er tour) |

#### Bilan
Au 16 juin 2019 :
- Total de matchs disputés : 3
- Victoires de Macao : 1
- Matchs nuls : 1
- Victoires du Sri Lanka : 1
- Total de buts marqués par Macao : 2
- Total de buts marqués par le Sri Lanka : 4

### Maldives

#### Confrontations
Confrontations entre les Maldives et le Sri Lanka :
|    | Date              | Lieu      | Match                | Score           | Compétition                                          |
| -- | ----------------- | --------- | -------------------- | --------------- | ---------------------------------------------------- |
| 1  | 26 décembre 1991  | Colombo   | Sri Lanka - Maldives | 0-1             | Jeux sud-asiatiques de 1991 (gr. B)                  |
| 2  | 26 décembre 1993  | Dacca     | Sri Lanka - Maldives | 3-1             | Jeux sud-asiatiques de 1993 (match pour la 3e place) |
| 3  | 10 septembre 1997 | Katmandou | Maldives - Sri Lanka | 1-1             | Coupe d'Asie du Sud 1997 (demi-finale)               |
| 4  | 15 novembre 1998  | Colombo   | Sri Lanka - Maldives | 2-2             | Match amical                                         |
| 5  | 23 avril 1999     | Margao    | Sri Lanka - Maldives | 0-0             | Coupe d'Asie du Sud 1999 (gr. B)                     |
| 6  | 24 septembre 1999 | Katmandou | Sri Lanka - Maldives | 0-4             | Jeux sud-asiatiques de 1999 (gr. A)                  |
| 7  | 1er mai 2000      | Malé      | Maldives - Sri Lanka | 1-1             | Match amical                                         |
| 8  | 10 mai 2000       | Malé      | Maldives - Sri Lanka | 1-1 (tab : 5-6) | Match amical                                         |
| 9  | 4 avril 2002      | Colombo   | Sri Lanka - Maldives | 1-0             | Match amical                                         |
| 10 | 6 avril 2002      | Colombo   | Sri Lanka - Maldives | 1-1             | Match amical                                         |
| 11 | 18 décembre 2004  | Malé      | Maldives - Sri Lanka | 0-0             | Match amical                                         |
| 12 | 9 décembre 2005   | Karachi   | Sri Lanka - Maldives | 0-2             | Coupe d'Asie du Sud 2005 (gr. A)                     |
| 13 | 11 juin 2008      | Colombo   | Sri Lanka - Maldives | 0-1             | Coupe d'Asie du Sud 2008 (demi-finale)               |
| 14 | 28 mars 2009      | Colombo   | Sri Lanka - Maldives | 1-1             | Match amical                                         |
| 15 | 11 décembre 2009  | Dacca     | Maldives - Sri Lanka | 5-1             | Coupe d'Asie du Sud 2009 (demi-finale)               |
| 16 | 2 septembre 2013  | Katmandou | Maldives - Sri Lanka | 10-0            | Championnat d'Asie du Sud 2013 (gr. B)               |
| 17 | 7 septembre 2018  | Dacca     | Maldives - Sri Lanka | 0-0             | Championnat d'Asie du Sud 2018 (gr. B)               |

#### Bilan
Au 6 avril 2019 :
- Total de matchs disputés : 17
- Victoires des Maldives : 7
- Matchs nuls : 8
- Victoires du Sri Lanka : 2
- Total de buts marqués par les Maldives : 32
- Total de buts marqués par le Sri Lanka : 12

## P

### Philippines
Confrontations entre le Sri Lanka et les Philippines :
| Date              | Lieu         | Match                   | Score | Compétition                                                                             |
| ----------------- | ------------ | ----------------------- | ----- | --------------------------------------------------------------------------------------- |
| 20 juillet 1972   | Kuala Lumpur | Philippines - Sri Lanka | 4-1   | Tournoi de Merdeka 1972                                                                 |
| 26 septembre 1996 | Doha         | Philippines - Sri Lanka | 0-3   | Qualifications pour la Coupe du monde de football 1998 - Zone Asie 1er tour (Groupe 10) |
| 29 juin 2011      | Colombo      | Sri Lanka - Philippines | 1-1   | Éliminatoires de la Coupe du monde de football 2014 : Zone Asie 1er tour                |
| 3 juillet 2011    | Manille      | Philippines -Sri Lanka  | 4-0   | Éliminatoires de la Coupe du monde de football 2014 : Zone Asie 1er tour                |

Bilan
Total de matchs disputés : 4
- Victoires de l'équipe des Philippines : 2
- Match nul : 1
- Victoire de l'équipe du Sri Lanka : 1

## T

### Timor oriental

#### Confrontations
Confrontations entre le Sri Lanka et le Timor oriental :
|   | Date         | Lieu    | Match                      | Score | Compétition                                                  |
| - | ------------ | ------- | -------------------------- | ----- | ------------------------------------------------------------ |
| 1 | 21 mars 2003 | Colombo | Sri Lanka - Timor oriental | 3-2   | Tour préliminaire à la Coupe d'Asie des nations 2004 (gr. B) |

#### Bilan
Au 11 avril 2019 :
- Total de matchs disputés : 1
- Victoires du Sri Lanka : 1
- Match nul : 0
- Victoires du Timor oriental : 0
- Total de buts marqués par le Sri Lanka : 3
- Total de buts marqués par le Timor oriental : 2